# Tearaway
Tearaway es un videojuego de plataformas de aventura desarrollado por Media Molecule y publicado por Sony Computer Entertainment para PlayStation Vita. Se anunció en Gamescom el 15 de agosto de 2012 y se lanzó el 20 de noviembre de 2013 en Australia, el 22 de noviembre en Europa, América del Norte e India, y el 5 de diciembre de 2013 en Japón. El juego está inspirado en papercraft y en los dibujos y garabatos que Rex Crowle dejó en la oficina de Media Molecule.
Una nueva versión ampliada del juego, titulada Tearaway Unfolded, se lanzó para PlayStation 4 el 8 de septiembre de 2015.

## Jugabilidad
Tearaway es un juego de plataformas en tercera persona que utiliza casi todas las características de PlayStation Vita de alguna manera. En un ejemplo que se muestra en el tráiler de presentación del juego, el jugador se encuentra con un alce que necesita una nueva piel. El jugador puede tomar una fotografía con la cámara de PS Vita y aplicarla al animal de papel. En una demostración de juego en Gamescom, Media Molecule demostró cómo el jugador también puede usar el panel táctil trasero de PS Vita para empujar eficazmente sus dedos a través del suelo para interactuar con los enemigos y el entorno. El jugador también puede personalizar Iota o Atoi dibujando diseños en papel virtual, recortándolos y aplicándolos a su personaje. En otra parte de la demostración, el jugador dibuja en la pantalla táctil con su dedo para recortar una corona de papel para un personaje del juego. El jugador puede usar una cámara del juego para recolectar varios diseños de papercraft y puede ayudar a personajes no jugadores a cambio de confeti, la moneda del juego.

## Trama
El juego comienza con dos personajes (el "Hombre Verde" y una adivina sin nombre) que se presentan al jugador (al que se hace referencia como "Tú"). Le informan al Tú que el mundo que ocupan es un mundo de papel llamado "ValleyFold", lleno de "historias" que se han cansado de escuchar. Le piden al Tú que los ayude a crear una nueva historia. El Hombre Verde y la adivina conectan su mundo con el de los Tú, haciendo un agujero en el sol de ValleyFold para enviar un sobre. La invitación cae por el agujero y aterriza en un campo de ValleyFold. El sobre se convierte en un humanoide de papel (Iota o Atoi, según la elección del Tú) con el sobre como cabeza, al que se hace referencia como el "Mensajero".
Después de presentar al Mensajero y al Tú, el Hombre Verde crea a los "Scraps", que se supone que son los enemigos de la historia. Los Scraps atacan al Mensajero, obligando al Tú a salvarlos. Después de esto, el Hombre Verde le informa al Mensajero que se dirija al sol y le entregue un mensaje al Tú. El Tú ayuda al Mensajero a navegar a través de un ValleyFold ahora infestado de Scraps y ayuda a las personas que viven allí ayudándolos a completar una ceremonia que implica la recolección de manzanas en un huerto al derrotar a los Scraps cercanos. Luego, la gente le dice al Mensajero que vaya a Gibbet Hill, una montaña que tiene una catapulta gigantesca que puede ayudarlos a alcanzar el sol. Alistando una cabeza de calabaza de Espantapájaros para que lo ayude, el Mensajero se abre camino hasta Gibbet Hill, mientras el Tú lo ayuda todo el tiempo. Sin embargo, después de llegar a la cima, el Mensajero descubre que el sol está mirando en la dirección opuesta de la catapulta, lo que obliga al Tú a girar la montaña para que mire hacia el sol, para gran asombro del Mensajero. Luego, el Mensajero es lanzado hacia el sol en la Catapulta.
Sin embargo, justo cuando el Mensajero llega al sol, la Adivina, habiendo "escuchado [esa historia] antes", hace que un Scrap salte hacia el Mensajero, lo que los obliga a aterrizar de emergencia en SogPort, una isla que alguna vez fue parte de ValleyFold que sufre terremotos constantes. Después de estrellarse en el bosque de SogPort, el Mensajero se encuentra con un bebé Wendigo, una especie de depredador de ápice en SogPort, siendo perseguido por un grupo de Scraps. Después de derrotarlos, el bebé Wendigo se une a ellos. Sin embargo, para horror del Mensajero, el bebé Wendigo es secuestrado por los Scraps justo antes de que ingresen a la ciudad principal de SogPort. El Mensajero encuentra a la Adivina en una taberna, quien les dice que se dirijan al lado opuesto de la isla, aparentemente siendo la ubicación de la fuente de los terremotos, prometiendo poner al Mensajero nuevamente en su curso hacia el sol si lo hacen. Después de navegar a través de un valle de Wendigos, el Mensajero descubre una instalación científica, que es rápidamente invadida por Scraps. El Mensajero se dirige a la oficina de la científica principal, donde comienza a informar a la Mensajera sobre el origen de los terremotos. Sin embargo, justo cuando está a punto de explicarlo, los Scraps provocan un derrumbe en el suelo de la oficina y la Mensajera cae en una serie de cavernas. Allí, la Mensajera encuentra el aparente cuartel general de los Scraps.
Después de rescatar al bebé Wendigo de una jaula cercana, el Mensajero reúne al bebé con su madre, quien luego se va con el bebé, para el deleite de la Adivina. Al descubrir que las operaciones de perforación de los Scraps están causando los terremotos, el Mensajero se dirige al centro de la guarida, donde encuentra un taladro enorme y científicos capturados. Los científicos informan al Mensajero que pueden usar el taladro para escapar de la guarida y que necesitan ayuda para llegar a él. Después de un poco de ayuda de los Tú, los científicos y el Mensajero son llevados cerca del taladro. Sin embargo, los Scraps luego intentan atacar el taladro, lo que obliga al Mensajero y a los Tú a luchar contra ellos. Están casi abrumados hasta que la madre Wendigo interviene y ayuda a luchar contra ellos. Finalmente lo logran, liberando todo el mundo de papel de los Scraps, habiendo derrotado a todos. Después de celebrar con los científicos, el Mensajero toma el taladro y viaja a la superficie, no antes de que le adviertan que el taladro es lo suficientemente poderoso como para llevarlos "fuera del universo conocido".
El ejercicio los lleva a "Entre las páginas", una manifestación de las ideas colectivas del Hombre Verde y la Adivina sobre hacia dónde llevar la historia a continuación. Después de pensarlo un poco, el Hombre Verde y la Adivina deciden "improvisar" y poner al Mensajero y al Tú en un desierto. Después de un tiempo de viaje, el Mensajero encuentra una caravana gigantesca. Sin embargo, antes de entrar en ella, el Hombre Verde le informa al Mensajero que será "raro" en la caravana, pero les dice que continúen de todos modos. Al avanzar por la caravana, encuentran a un Mensajero abandonado, su Tú los ha abandonado. Luego liberan al Mensajero abandonado, destruyendo la caravana en el proceso. Después de ser alentado por el Hombre Verde, el Mensajero salta de un acantilado y aterriza en el Gran Desgarro, un paisaje montañoso con imágenes psicodélicas y personajes sin rostro. Después de entrar en un portal, el Mensajero llega a "El Tú", un paisaje que muestra los logros del Mensajero a lo largo de su viaje. Luego el Mensajero entra en otro portal, llevándolos al mundo del Tú y al sol.
Aunque inicialmente se alegra de ver al Tú, el Mensajero se da cuenta triste y silenciosamente de que el sol permanecerá abierto para siempre, lo que dejará a ValleyFold susceptible a más ataques potenciales de Scrap si permanecen con el Tú. El Mensajero se sacrifica para sellar el agujero en el sol, dejando atrás el contenido de su sobre, el mensaje que se suponía que debía ser entregado al Tú. El juego termina con el Tú leyendo el mensaje que fue entregado, revelando que es un recuento del juego desde la perspectiva del Mensajero.

## Desarrollo
Durante las primeras etapas de desarrollo, Tearaway se llamaba Sandpit y permitía a los jugadores moverse libremente. Por ello, la mayor parte del código del juego todavía se refiere a sí mismo como Sandpit. Además, el protagonista masculino Iota se llamaba originalmente Oola y tenía un aspecto diferente al de la protagonista femenina Atoi.

## Recepción
Tearaway fue bien recibido por los críticos, quienes elogiaron su estilo artístico, creatividad y uso inventivo de los numerosos dispositivos de entrada y sensores de PlayStation Vita. The Sixth Axis dijo: "Los diversos dispositivos de entrada de PS Vita se utilizan de manera fantástica en todo momento". Daniel Krupa de IGN describió Tearaway como "una historia simple, contada de una manera maravillosa", y lo llamó "el mejor juego que he jugado en PlayStation Vita". Grant E. Gaines de Hardcore Gamer fue ligeramente menos positivo, elogiando el título por su mecánica única y su estilo artístico, pero criticando su corta duración. Joe Donato de GameZone escribió: "El juego está diseñado tan intrínsecamente con la plataforma Vita en mente que es un éxito... si tienes una Vita necesitas jugarlo". En Japón, Famitsu le dio al juego una puntuación de 36/40.
Tearaway ganó el premio Edge'2013 al mejor diseño visual en un juego. El juego recibió ocho nominaciones en las categorías de "Mejor juego", "Mejor juego británico", "Mejor juego familiar", "Mejor juego móvil y portátil", "Mejor música original", "Logro artístico", "Diseño de juego" e "Innovación de juego" para los BAFTA Video Games Awards de 2014; De estas nominaciones, Tearaway ganó el premio al Mejor Juego Móvil y Portátil, Mejor logro artístico, and Best Family game. Durante la 17th Annual D.I.C.E. Awards, la Academia de Artes y Ciencias Interactivas nominó a Tearaway para los premios "Juego de aventuras del año", "Juego portátil del año", "Innovación destacada en juegos", "Logro destacado en dirección de juegos" y "Logro destacado en dirección artística".

## Tearaway Unfolded
El 12 de agosto de 2014, se anunció una versión para PlayStation 4, titulada Tearaway Unfolded, en Gamescom 2014. El juego incluye una historia ampliada y una jugabilidad mejorada utilizando las funciones del controlador DualShock 4. Tearaway Unfolded se estrenó mundialmente el 8 de septiembre de 2015.